# Superszczur
Superszczur – utwór muzyczny polskiego zespołu 2 plus 1 z 1983 roku.

## Informacje ogólne
Piosenka została nagrana na ósmą płytę grupy, Bez limitu, a jej autorami, podobnie jak w przypadku większości kompozycji z krążka, byli Janusz Kruk (muzyka) i Andrzej Mogielnicki (tekst). Utwór jest utrzymany w stylu synth popowym, a jego słowa zawierają antykomunistyczne podteksty. Piosenka stała się dużym hitem i dotarła do wysokich miejsc list przebojów w Polsce, m.in. pierwszego miejsca Telewizyjnej Listy Przebojów w grudniu 1983.

## Pozycje na listach przebojów
| Lista                              | Pozycja |
| ---------------------------------- | ------- |
| Radiowa Lista Przebojów Programu I | 2       |
| Lista Przebojów Programu Trzeciego | 29      |
| Telewizyjna Lista Przebojów        | 1       |